# Liste von Angehörigen der Legio XII Fulminata
Die Liste von Angehörigen der Legio XII Fulminata enthält die bekannten Angehörigen der Legio XII Fulminata. Die Liste ist nicht vollständig.

## Kommandeure
Der Legatus legionis war der Kommandeur einer Legion. Folgende Legati sind bekannt:
| Name                                                   | Datierung      | Anmerkung                                                |
| ------------------------------------------------------ | -------------- | -------------------------------------------------------- |
| Q. Caecilius Marcellus Dentilianus                     | um 142 bis 145 |                                                          |
| A. Caesennius Gallus                                   | 66             |                                                          |
| M. Domitius Valerianus                                 | vor 239        |                                                          |
| M. Herennius Faustus Ti. Iulius Clemens Tadius Flaccus |                | (CIL 3, 52) ist er identisch mit M. Herennius Faustus ?? |
| P. Tullius Varro                                       | vor 123        |                                                          |

## Offiziere

### Tribuni
Es gab in einer Legion sechs Tribunen, einen Tribunus laticlavius sowie fünf Tribuni angusticlavii. Folgende Tribuni sind bekannt:
| Name                                                                | A / L | Datierung  | Anmerkung                     |
| ------------------------------------------------------------------- | ----- | ---------- | ----------------------------- |
| M. Aelius Aurelius Theo                                             | L     | vor 253    |                               |
| C. Aelius Quirin(us) Domitianus Gaurus                              | A     | 180/200    | (AE 1888, 125)                |
| L. Allius Volusianus                                                | L     | nach 175   |                               |
| C. Aufidius Maximus                                                 | A     | 69/136     | (CIL 8, 7079)                 |
| C. Caristani[us] Fronto Caesianus Iullus                            | A     | 45/46      | (AE 1914, 260, AE 2001, 1918) |
| C. Caristanius [I]ulianus                                           | A     |            | (AE 1932, 87)                 |
| Ti. Claudius Helvius Secundus                                       | A     |            | (AE 1925, 44)                 |
| [Cor]nelianus Agrippinus                                            | L     | um 171/230 | (AE 2007, 256)                |
| P. Flavonius Paulinus                                               | L     | 2./3. Jhd. |                               |
| A. Iulius Pompilius Piso T. Vibius Laevillus Quadratus Berenicianus | L     | um 161/166 |                               |
| Sex. Iulius Possessor                                               | A     | 161/169    | (AE 1983, 976, CIL 2, 1180)   |
| C. Iul(ius) Pudens                                                  | A     |            | (CIL 3, 6758)                 |
| C. Iulius Scapula                                                   | L     | 2. Jhd.    |                               |
| C. Minicius Fundanus                                                | L     | um 90      |                               |
| M. Mittius Maternus                                                 | A     |            | (CIL 2, 1726)                 |
| L. Neratius Marcellus                                               | L     | vor 95     |                               |
| Passienus Rufus                                                     |       | –30/–1     | (CIL 8, 26580)                |
| C. Porcius Saturninus Iunior                                        |       |            | (CIL 8, 1175)                 |
| Q. Vili[us] Quadrat[us]                                             | L     |            | (ZPE-201-257) Eck S. 253–254  |
| Q. Voconius Saxa Fidus                                              | L     | vor 127    |                               |
| Ignotus                                                             |       |            | (CIL 8, 1175)                 |
| Ignotus                                                             |       |            | (CIL 10, 7351)                |
| Ignotus                                                             |       | 193/213    | (CIL 14, 4468)                |
| Ignotus                                                             |       | 161/169    | (AE 1971, 367)                |

### Praefecti castrorum
Der Praefectus castrorum war der dritthöchste Offizier in einer Legion. Folgende Praefecti sind bekannt:
| Name                 | Datierung | Anmerkung       |
| -------------------- | --------- | --------------- |
| P. Crittius Firmus   | 50/59     | (AE 1997, 397)  |
| L. Gerellanus Fronto | 54/68     | (CIL 3, 14387h) |

### Centuriones
Ein Centurio befehligte in einer Legion eine Centuria. In einer Legion gab es unter den Centuriones eine festgelegte Rangfolge; der ranghöchste Centurio war der Primus Pilus. Folgende Centuriones sind bekannt:
| Name                    | [ Ce 1 ] | Datierung            | Anmerkung                                        |
| ----------------------- | -------- | -------------------- | ------------------------------------------------ |
| P. Anicius Maximus      | PP       | um 35/40             |                                                  |
| Caecilius Victor        |          |                      | (AE 1976, 743)                                   |
| Cassi[us] []            |          |                      | (IGLS-13-02, 09954)                              |
| Ti. Claudius Fatalis    |          | 71/130               |                                                  |
| Ti. Claudius Ulpianus   |          | zwischen 107 und 162 |                                                  |
| T. Flavius Magnus       |          | 2. Jhd.              |                                                  |
| T. Flavius Pomponianus  |          | 2. Jhd.              |                                                  |
| C. Helvius Capreolus    |          |                      | Takmer S. 181 Anm. 54                            |
| L. Hennius Marus        |          |                      | (CIL 3, 266) Marus diente 45 Jahre in der Armee. |
| A. Instuleius Tenax     | PP       | vor dem 16. März 65  |                                                  |
| Iulius Magnu(s)         |          | 132/135              | (AE 1962, 274)                                   |
| L. Iulius Maximus       |          | um 81/96             | (AE 1951, 263)                                   |
| Iul(ius) Procur()       |          |                      | (CIL 3, 6745)                                    |
| C. Iulius Ruschus       |          |                      | (CIL 2, 4158)                                    |
| Maximius Mansuetus      |          | 101/300              | (CIL 3, 3926)                                    |
| Q. Petronius Modestus   | PP       | Ende 1. Jhd.         |                                                  |
| P. Postumius Acilianus  | PP       | Ende 1. Jhd.         |                                                  |
| Q. Raecius Rufus        | PP       | 2. Jhd.              |                                                  |
| C. Velius Rufus         | PP       | vor 96               |                                                  |
| T. Vitellius Atillianus |          | 2. Jhd.              | Atillianus diente 48 Jahre in der Armee.         |
| Ignotus                 |          | 114/138              | (AE 1985, 426)                                   |

1. ↑  PP: Primus Pilus.

## Principales
Rangniedere Offiziere und Unteroffiziere werden als Principales bezeichnet.
| Name                           | [ Pr 1 ] | Datierung | Anmerkung      |
| ------------------------------ | -------- | --------- | -------------- |
| Galerius                       | SI       |           | (CIL 3, 414)   |
| [C.] Iulius ([Γάϊος?] Ἰούλιος) | OP       |           | Takmer S. 178  |
| Ignotus                        | OP       |           | (IK-67, 00192) |

1. ↑  OP: Optio, SI: Signifer.

## Soldaten
| Name                          |  | Datierung | Anmerkung      |
| ----------------------------- |  | --------- | -------------- |
| Aur(e)l(ius) Plutas           |  | 212/250   | (AE 2003, 687) |
| C. Flor()                     |  |           | (CIL 3, 414)   |
| Paulinus                      |  |           | (AE 1914, 131) |
| C. [S]a[l]vius Ca[l]purnianus |  |           | (CIL 3, 353)   |

## Veteranen
| Name                       | [ Vet 1 ] | Datierung | Anmerkung      |
| -------------------------- | --------- | --------- | -------------- |
| M. Antonius Longus         | BE        |           | (CIL 3, 6800)  |
| M. Coelius                 |           | –30/30    | (CIL 3, 504)   |
| L. Iulius Iulianus Priscus | SP        | 61/100    | (CIL 9, 7)     |
| P. Maedius                 |           | –30/30    | (AE 1979, 587) |
| Q. Servilius Vicanus       |           | 101/200   | (CIL 10, 3895) |
| L. Veirius Fronto          |           | –30/30    | (CIL 3, 507)   |
| C. Vettius Niger           |           |           | (CIL 6, 3644)  |
| L. Vibius                  |           | –30/30    | (CIL 3, 509)   |

1. ↑  BE: Beneficiarius, SP: Speculator.